# Jean-Louis Carpentier
Pour les articles homonymes, voir Carpentier.
Jean-Louis Carpentier, né le 31 octobre 1947 à Namur, est un chercheur en médecine belge établi à Genève (Suisse) spécialisé en biologie cellulaire et morphologie.

## Biographie
Il fait ses études de médecine en Belgique aux facultés universitaires Notre-Dame de la Paix à Namur et à l'université de Liège. Il obtient le grade de médecin en 1972 avec comme spécialité la chirurgie et les accouchements.   
Il rejoint la faculté de médecine de l'Université de Genève en 1974. Après des débuts en médecine interne, il se spécialise dans le domaine de l'insuline et son interaction avec ses cellules cibles. Il remporte le Prix Minkowski, en 1987 pour ses publications dans le domaine du diabète.
Il est titularisé privat-docent en 1988, et nommé professeur adjoint de la Faculté de médecine de Genève en 1989. En 1996 il devient professeur ordinaire au Département de morphologie. En 1999 il prend la fonction de vice-doyen de la faculté de médecine.
Il devient doyen de la faculté de médecine de l'université de Genève de 2003 à 2011. Il développe pendant ce temps des axes de financement de la recherche par des fondations privées et la mise en place du laboratoire « Brain and behavior ». 
Il développe pendant son décanat des partenariats avec les hôpitaux universitaires de Genève (HUG), qui aboutissent notamment à la création d'un Welcome Center de l'université de Genève et des HUG en 2011 et à la création de la fondation Artères en 2007,,. Cette dernière devient la fondation privée des HUG. Dès 2007, il mène des actions pour recourir au financement privé de la recherche sur le modèle mis en place aux États-Unis. 
En juillet 2006, à la suite de la crise de l'université il est appointé doyen-délégué membre du rectorat. Il fait partie de la commission de nomination chargée du recrutement d'un nouveau recteur en 2006.
En 2010 il participe à un projet visant à instaurer une meilleure qualité d'enseignement par la réduction des effectifs estudiantins de première année avec un recours à un test de logique obligatoire mais non éliminatoire. Il contribue dès 2010 à la constitution de la première faculté de médecine publique à l'université de l'île Maurice dans le cadre d'un projet de coopération internationale.
En 2011, il devient président du conseil de la Fondation Louis-Jeantet qui octroie chaque année 4,5 millions de francs de financement à la recherche médicale et finance également la chaire Louis Jeantet de la faculté de médecine de l'université de Genève. Jean-Louis Carpentier inaugure une maison des fondations en 2012 à la Fondation Louis-Jeantet, avec l'objectif de créer un centre de mécénat romand, dans la veine de ce qui a été mis en place à Zurich.
En 2013 lors de son départ à la retraite de l'université de Genève il devient professeur honoraire. Il conserve son poste de directeur du Welcome Center.

## Activités dans le mécénat
Jean-Louis Carpentier est impliqué dans diverses fondations de financement de la recherche médicale : président du fonds général de l'université de Genève, président de la fondation De Reuter et de la fondation pour recherches médicales (FRM) et membre de l'AGFA (association de Genève des fondations académiques) SICT (Swiss Institute of Cell Therapies), la FNTC (Fondation pour les nouvelles technologies chirurgicales), AETAS et la HSeT (Health Science e-Training). Il a également été président du Rotary Club de Genève District 1990.